# Bruchhagen (Angermünde)
Bruchhagen ist ein Ortsteil der Stadt Angermünde im Landkreis Uckermark in Brandenburg.
Der Ort liegt nördlich der Kernstadt Angermünde an der Kreisstraße 7305. Westlich verläuft die B 198, östlich erstreckt sich das rund 148 ha große Naturschutzgebiet Breitenteichische Mühle.

## Geschichte

### Eingemeindungen
Im Jahr 2003 wurde Bruchhagen nach Angermünde eingemeindet.

## Sehenswürdigkeiten

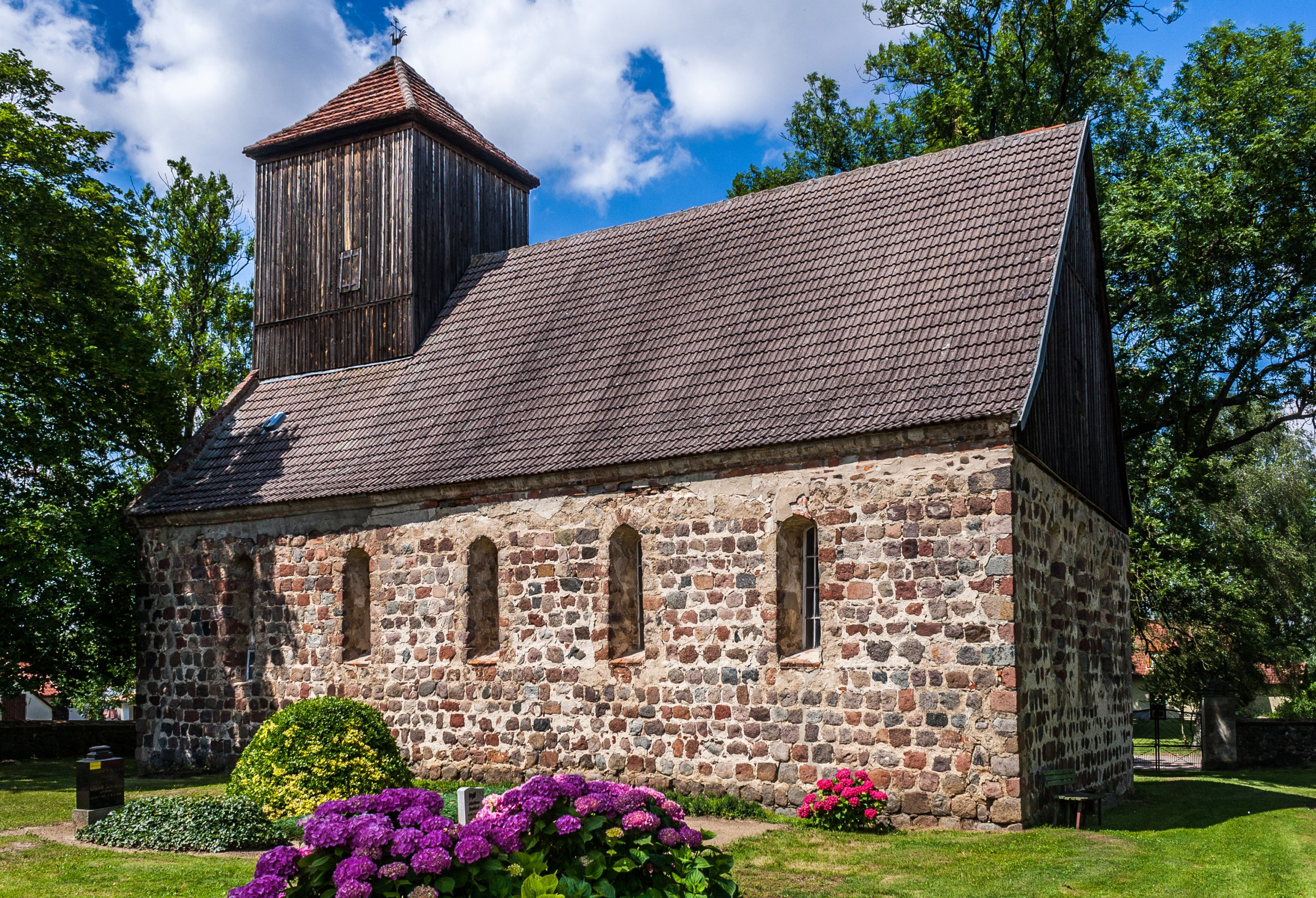
Dorfkirche Bruchhagen (2014)

In der Liste der Baudenkmale in Angermünde sind für Bruchhagen vier Baudenkmale aufgeführt.

## Verkehr
Der Haltepunkt Welsow-Bruchhagen lag an der Bahnstrecke Berlin–Szczecin. Inzwischen verkehren die Züge ohne Halt.